# سنية مبروك
سنية مبروك، (ولدت في 1976 في تونس العاصمة) هي مذيعة أخبار تونسية-فرنسية، في القناة البرلمانية في فرنسا.
وتعتبر سنيا مبروك، نجمة القناة الإخبارية البرلمانية الفرنسيّة الوجه التلفزيوني الصاعد الذي يستقطب إهتمام المشاهدين، لقدرتها الفائقة على إدارة حوارات شيّقة مع كبار الشخصيّات، وعمق تحاليلها في شرح الأحداث، وحرصها على إبراز الكفاءات من شتّى الأجناس.